# Кременчуг (станция)
Кременчу́г — железнодорожная станция Южной железной дороги на линии Харьков — Полтава — Знаменка — Николаев. Станция является одной из крупнейших на Южной железной дороге.

## История
Железнодорожная история Кременчуга начинается в 60-е годы XIX века, с принятием решения о строительстве железной дороги, которая могла бы связать Москву и Харьков с портами на Чёрном море. Одной из причин являлось то, что Кременчуг находился на важнейшей водной артерии — Днепре и на перекрестке торговых путей — Ромодановского и Муравского. Через Кременчуг проходили торгующие турецкими товарами купцы. В 1754 году в городе была учреждена таможня. 
Строительство Харьково-Николаевской железной дороги велось с 1869 по 1873 год. Движение поездов по линии Полтава — Кременчуг открылось в 1870 году. В 1872 году был построен мост через Днепр и железнодорожные пути пошли дальше на юг. В 1888 году Кременчуг соединяется с балтийским портом Либава (Лиепая). В 1874 году были открыты вагоноремонтные мастерские Харьковско-Николаевской железной дороги, на базе которых в дальнейшем возник Крюковский вагоностроительный завод. 
В мае 1920 года во время борьбы с белополяками в здании вокзала располагались органы управления Юго-Западным фронтом. Членом Реввоенсовета Юго-Западного фронта был Иосиф Сталин, прибывший в город 29 мая. Рабочий кабинет Сталина находился в здании вокзала, в нём он принимал участие в выработке плана наступления на белополяков, а также провёл встречу с командным составом Первой Конной Армии. В честь 70-летия со дня рождения Сталина, 23 декабря 1949 года, на вокзале была установлена мраморная мемориальная доска с текстом на украинском и русском: «Во время Гражданской войны в этом здании работал товарищ Сталин И. В. 29 V — 20 VI 1920». После разоблачения культа Сталина доска была снята.
Во время Второй мировой войны здание вокзала было разрушено отступающими немецкими войсками в 1943 году. После войны здание восстанавливается одним из первых. Городской партийный актив в 1945 году принял обращение к строителям и жителям города приложить все усилия для скорейшего восстановления вокзала. На руинах города работали добровольцы, изделия из дерева выполнил деревообрабатывающий комбинат, отопительные приборы — завод «Дормаш», клей, олифу, известь — кожзавод № 13, арматуру, краску, прессованную фанеру — Вагоностроительный завод, материалы для кровли выделило автомобильное министерство. 6 ноября 1946 года состоялось открытие вокзала, повторявшего план и размеры довоенного, однако с другой отделкой фасадов и внутренней планировкой. В августе 2005 года вокзальный комплекс был открыт после реконструкции.